# Campionati europei di corsa campestre 2023
I XXIX campionati europei di corsa campestre si sono tenuti il 10 dicembre 2023 a Bruxelles. È stata la più importante manifestazione europea di corsa campestre nel 2023 per le categorie assoluta, under 23 e under 20. Questa è stata la seconda edizione (la prima nel 2006) ospitata dalla capitale belga.

## Nazioni
- Albania
- Andorra
- Atleti Rifugiati
- Austria
- Belgio
- Bulgaria

- Danimarca
- Estonia
- Finlandia
- Francia
- Germania
- Gibilterra (5)
- Gran Bretagna

- Grecia
- Irlanda
- Islanda (1)
- Israele
- Italia (42) [1]
- Lettonia
- Lituania
- Lussemburgo
- Malta
- Monaco (1)
- Norvegia
- Paesi Bassi

- Polonia
- Portogallo
- Rep. Ceca
- Romania
- Serbia
- Slovacchia
- Slovenia
- Spagna
- Svezia
- Svizzera
- Turchia
- Ucraina
- Ungheria

## Gare
| Categoria | Uomini | Donne |
| --------- | ------ | ----- |
| Senior    | 10 km  | 10 km |
| Under 23  | 7 km   | 7 km  |
| Under 20  | 5 km   | 5 km  |

| Categoria | Mista |
| --------- | ----- |
| Staffetta | 6 km  |

## Orari[2]
| Domenica 10 dicembre |
| --- |
| 12:15 - Cerimonia d'apertura 12:25 - Partenza 5 km Donne U20 12:50 - Partenza 5 km Uomini U20 13:10 - Partenza steffetta mista 4x1500 m 13:35 - Partenza 7 km Donne U23 14:05 - Partenza 7 km Uomini U23 14:35 - Partenza 9 km Donne Senior 15:15 - Partenza 9 km Uomini Senior 16:00 - 17:13 - Premiazioni individuali e di squadra |

## Risultati[3]

### Seniores

#### Maschili
Individuale
| Pos.    | Atleta                        | Nazione          | Tempo (m's") |
| ------- | ----------------------------- | ---------------- | ------------ |
| Oro     | Yann Schrub                   | Francia          | 30'17"       |
| Argento | Magnus Tuv Myhre              | Norvegia         | 30'20"       |
| Bronzo  | Robin Hendrix                 | Belgio           | 30'22"       |
| 4       | Hugo Milner                   | Gran Bretagna    | 30'27"       |
| 5       | Tadesse Getahon               | Israele          | 30'33"       |
| 6       | John Heymans                  | Belgio           | 30'34"       |
| 7       | Abdessamad Oukhelfen          | Spagna           | 30'40"       |
| 8       | Cormac Dalton                 | Irlanda          | 30'40"       |
| 9       | Jamal Abdelmaji Eisa Mohammed | Atleti Rifugiati | 30'43"       |
| 10      | Fabien Palcau                 | Francia          | 30'46"       |

Squadre
| Pos.    | Atleta   | Punti |
| ------- | -------- | ----- |
| Oro     | Belgio   | 20 p. |
| Argento | Francia  | 26 p. |
| Bronzo  | Norvegia | 32 p. |

#### Femminili
Individuale
| Pos.    | Atleta                    | Nazione       | Tempo (m's") |
| ------- | ------------------------- | ------------- | ------------ |
| Oro     | Karoline Bjerkeli Grøvdal | Norvegia      | 33'40"       |
| Argento | Nadia Battocletti         | Italia        | 34'25"       |
| Bronzo  | Abbie Donnelly            | Gran Bretagna | 34'42"       |
| 4       | Fionnuala McCormack       | Irlanda       | 35'00"       |
| 5       | Jessica Warner-Judd       | Gran Bretagna | 35'20"       |
| 6       | Lisa Rooms                | Belgio        | 35'29"       |
| 7       | Cecile Jarousseau         | Francia       | 35'31"       |
| 8       | Irene Sánchez-Escribano   | Spagna        | 35'32"       |
| 9       | Chloé Herbiet             | Belgio        | 35'34"       |
| 10      | Izzy Fry                  | Gran Bretagna | 35'37"       |

Squadre
| Pos.    | Atleta        | Punti |
| ------- | ------------- | ----- |
| Oro     | Gran Bretagna | 18 p. |
| Argento | Spagna        | 37 p. |
| Bronzo  | Belgio        | 38 p. |

#### Misti
Staffetta
| Pos.    | Atleta                                                                                | Tempo (m's") |
| ------- | ------------------------------------------------------------------------------------- | ------------ |
| Oro     | Francia Berenice Cleryet-Merle Antoine Senard Sarah Medeleine Alexis Miellet          | 19'44"       |
| Argento | Paesi Bassi Kevin Viezee Jetske Van Kampen Maureen Koster Bram Anderiessen            | 19'46"       |
| Bronzo  | Gran Bretagna Joshua Lay Bethan Morley Adam Fogg Khahisa Mhlanga                      | 19'48"       |
| 4       | Italia Gaia Sabbatini Mohad Abdikadar Sheik Ali Marta Zenoni Pietro Arese             | 20'06"       |
| 5       | Belgio Ziad Audah Elise Vanderelst Charlotte Van Hese Ruben Venheyden                 | 20'15"       |
| 6       | Ungheria Lili Anna Vindics-Toth Istvan Szogi Viktoria Wagner Giurkes Istvan Palkovits | 20'24"       |
| 7       | Polonia Filip Rak Aleksandra Plocinska Eliza Megger Kamil Herzik                      | 20'27"       |
| 8       | Spagna Abderrahman El Khayami Rosalia Tarraga Naima Ait Alibou Ignacio Fontes         | 20'44"       |
| 9       | Rep. Ceca Daniel Kotyza Bara Styblova Pavla Stoudkova Jakub Davidik                   | 21'00"       |
| 10      | Slovenia Veronika Sadek Rok Markelj Klara Lukan Zan Rudolf                            | 21'04"       |

### Under 23

#### Maschili
Individuale
| Pos.    | Atleta                   | Nazione       | Tempo (m's") |
| ------- | ------------------------ | ------------- | ------------ |
| Oro     | Fabien Palcau            | Gran Bretagna | 23'42"       |
| Argento | Valentin Bresc           | Francia       | 23'42"       |
| Bronzo  | Matthew Stonier          | Gran Bretagna | 23'51"       |
| 4       | Moa Abounnachat Bollerød | Norvegia      | 23'56"       |
| 5       | Miguel Baidal            | Spagna        | 23'56"       |
| 6       | Joel Ibler Lillesø       | Danimarca     | 23'57"       |
| 7       | Adisu Guadia             | Israele       | 24'05"       |
| 8       | Jonathan Hofer           | Svizzera      | 24'05"       |
| 9       | Mustafe Muuse            | Finlandia     | 24'15"       |
| 10      | Yorick van de Kerkhove   | Belgio        | 24'17"       |

Squadre
| Pos.    | Atleta        | Punti |
| ------- | ------------- | ----- |
| Oro     | Gran Bretagna | 25 p. |
| Argento | Francia       | 34 p. |
| Bronzo  | Norvegia      | 42 p. |

#### Femminili
Individuale
| Pos.    | Atleta              | Nazione       | Tempo (m's") |
| ------- | ------------------- | ------------- | ------------ |
| Oro     | Megan Keith         | Gran Bretagna | 25'32"       |
| Argento | Ilona Mononen       | Finlandia     | 26'55"       |
| Bronzo  | Nathalie Blomqvist  | Finlandia     | 27'06        |
| 4       | Angela Viciosa      | Spagna        | 27'08"       |
| 5       | Greta Karinauskaite | Lituania      | 27'13"       |
| 6       | Maria Forero        | Spagna        | 27'21"       |
| 7       | Jana Van Lent       | Belgio        | 27'21"       |
| 8       | Danielle Donegan    | Irlanda       | 27'24"       |
| 9       | Emmy Van Den Berg   | Paesi Bassi   | 27'29"       |
| 10      | Yasna Petrova       | Bulgaria      | 27'34"       |

Squadre
| Pos.    | Atleta        | Punti |
| ------- | ------------- | ----- |
| Oro     | Gran Bretagna | 27 p. |
| Argento | Germania      | 50 p. |
| Bronzo  | Spagna        | 50 p. |

### Under 20

#### Maschili
Individuale
| Pos.    | Atleta                | Nazione       | Tempo (m's") |
| ------- | --------------------- | ------------- | ------------ |
| Oro     | Axel Vang Christensen | Danimarca     | 16'09"       |
| Argento | Niels Laros           | Paesi Bassi   | 16'10"       |
| Bronzo  | Nicholas Griggs       | Irlanda       | 16'24"       |
| 4       | Karl Ottfalk          | Svezia        | 16'39"       |
| 5       | Sam Mills             | Gran Bretagna | 16'43"       |
| 6       | Henry Dover           | Gran Bretagna | 16'45"       |
| 7       | Simon Jeukenne        | Belgio        | 16'47"       |
| 8       | Ruben Leonardo        | Spagna        | 16'48"       |
| 9       | Niall Murphy          | Irlanda       | 16'49"       |
| 10      | Jonas Stafford        | Irlanda       | 16'50"       |

Squadre
| Pos.    | Atleta        | Punti |
| ------- | ------------- | ----- |
| Oro     | Irlanda       | 22p.  |
| Argento | Gran Bretagna | 24 p. |
| Bronzo  | Spagna        | 43 p. |

#### Femminili
Individuale
| Pos.    | Atleta                 | Nazione       | Tempo (m's") |
| ------- | ---------------------- | ------------- | ------------ |
| Oro     | Innes Fitzgerald       | Gran Bretagna | 18'19"       |
| Argento | Sofia Thøgersen        | Danimarca     | 18'38"       |
| Bronzo  | Jade Le Corre          | Francia       | 18'49"       |
| 4       | Kira Weis              | Germania      | 18'54"       |
| 5       | Elsa Sundqvist         | Svezia        | 19'10"       |
| 6       | Shirin Kerber          | Svizzera      | 19'30"       |
| 7       | Anna Gardiner          | Irlanda       | 19'31"       |
| 8       | Jess Bailey            | Gran Bretagna | 19'31"       |
| 9       | Franziska Drexler      | Germania      | 19'34"       |
| 10      | Thea Charlotte Knutsen | Norvegia      | 19'38"       |

Squadre
| Pos.    | Atleta        | Punti |
| ------- | ------------- | ----- |
| Oro     | Gran Bretagna | 22 p. |
| Argento | Germania      | 34 p. |
| Bronzo  | Svezia        | 37 p. |

## Medagliere
Legenda
     Paese ospitante
| Posizione | Paese         | Oro | Argento | Bronzo | Totale |
| --------- | ------------- | --- | ------- | ------ | ------ |
| 1         | Gran Bretagna | 7   | 1       | 3      | 11     |
| 2         | Francia       | 2   | 3       | 1      | 6      |
| 3         | Norvegia      | 1   | 1       | 2      | 4      |
| 4         | Danimarca     | 1   | 1       | 0      | 2      |
| 5         | Belgio        | 1   | 0       | 2      | 3      |
| 6         | Irlanda       | 1   | 0       | 1      | 2      |
| 7         | Germania      | 0   | 2       | 0      | 2      |
| 7         | Paesi Bassi   | 0   | 2       | 0      | 2      |
| 9         | Spagna        | 0   | 1       | 2      | 3      |
| 10        | Finlandia     | 0   | 1       | 1      | 2      |
| 11        | Italia        | 0   | 1       | 0      | 1      |
| 12        | Svezia        | 0   | 0       | 1      | 1      |
| Totale    | Totale        | 13  | 13      | 13     | 39     |